# Hunter Burgan
Hunter Burgan (ur. 14 maja 1976 w Long Beach) – trzeci basista zespołu AFI (od 1997 roku).
Początkowo w AFI tylko zastępował ówczesnego basistę w czasie koncertów, ale w sumie został na stałe. W tym czasie był również członkiem The Force, ale zespół ten rozpadł się w 1998.
Hunter jest wielbicielem muzyki Prince’a i stworzył projekt Hunter Revenge poświęcony stylowi R&B podobnemu do tego prezentowanego przez jego idola.
Jest także jednym z założycieli zespołu The Frisk, w którym grał na perkusji. Zagrali oni ostatni raz w 2005.